# 史丰收
史丰收（1956年2月23日—2009年9月29日），男，陕西大荔人，中国速算學者，因发明史丰收速算法而闻名。

## 生平
史丰收从小研究速算方法。1978年在方毅的指示下被中国科学技术大学数学系破格录取，1980年毕业。其后致力于推广其发明的速算方法。1990年，其发明的速算方法被正式命名为“史丰收速算法”。